# 과학관

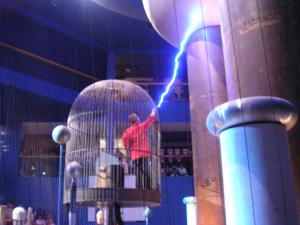

과학관(科學館, science museum)은 기초과학, 과학기술, 과학문화 등 과학과 관련된 전시물을 전문으로 하는 박물관이다. 또한 과학관은 과학기술 자료를 수집, 조사, 연구하여 이를 보존하고 각종 과학기술 교육 프로그램을 개설하여 과학기술 지식을 보급하는 시설이다.
오래된 과학 박물관은 박물학, 고생물학, 지질학, 산업 및 산업 기계 등과 관련된 사물의 정적인 전시에 집중하는 경향이 있었다. 현대 박물관학의 추세는 주제의 범위를 넓히고 많은 대화형 전시를 도입했다. 점점 더 '과학 센터' 또는 '발견 센터'로 불리는 현대 과학 박물관도 기술을 선보이다.
과학 센터와 현대 박물관의 사명 선언문은 다양할 수 있지만 일반적으로 과학에 대한 접근성을 높이고 발견의 즐거움을 장려하는 장소이다.